# Eupithecia conformata
Eupithecia conformata là một loài bướm đêm trong họ Geometridae.